# サーターアンダギー (アルバム)
『サーターアンダギー』は、2011年4月27日に発売されたサーターアンダギーの1枚目のアルバム。

## 解説
- デビューシングル「ヤンバルクイナが飛んだ」から4thシングル「卒業」までのすべてのシングル収録曲を含むオリジナルアルバム。『クイズ!ヘキサゴンII』発のユニットとしてはじめて（唯一）の単独名義によるオリジナル・フルアルバムとなった。
- アルバム収録曲から「会いに行くからね」を先行配信し、その収益を東日本大震災復興のための義援金として日本赤十字社に寄付すると発表した[1]。
- DVDには、ユニット結成時からの映像のほか、メンバーが「東京マラソン2011」に参加した際のドキュメント映像が収録されている。

## 収録曲
1. 沖縄に行きませんか
作詞：カシアス島田、作曲：リョータ、編曲：斎藤文護・岩室晶子
  - 2ndシングル
2. 赤い花
作詞：カシアス島田、作曲：リョータ、編曲：斎藤文護・岩室晶子
3. 会いに行くからね
作詞：カシアス島田、作曲：平義隆、編曲：内田敏夫
4. 真夏の天使
作詞：カシアス島田、作曲：リョータ、編曲：斎藤文護・岩室晶子
  - 2ndシングル「沖縄に行きませんか」カップリング
5. 大切な人
作詞：カシアス島田、作曲：平義隆、編曲：内田敏夫
  - 3rdシングル
6. 君を守る
作詞：カシアス島田、作曲：リョータ、編曲：山尾活寛・川端良征
7. 青春バタアシ
作詞：カシアス島田、作曲：平義隆、編曲：内田敏夫
8. 明日へ feat.TETSU from SHINSENGUMI LIEN
作詞：カシアス島田、作曲：タナカノブマサ、編曲：中野定博
  - 榊原徹士（新選組リアン）がラップで参加。
9. 僕らは遠い昔、海からやって来たんだ。
作詞：カシアス島田、作曲：松井亮太、編曲：斎藤文護・岩室晶子
  - デビューシングル「ヤンバルクイナが飛んだ」カップリング
10. 少年
作詞：カシアス島田、作曲：松井亮太、編曲：斎藤文護・岩室晶子
11. 再会 (SHINTARO's solo singing)
作詞：カシアス島田、作曲：平義隆、編曲：内田敏夫
  - 山田親太朗ソロ楽曲。
12. 卒業
作詞：カシアス島田、作曲：平義隆、編曲：内田敏夫
  - 4thシングル
13. ヤンバルクイナが飛んだ
作詞：カシアス島田、作曲：松井亮太、編曲：斎藤文護・岩室晶子
  - デビューシングル
14. 道
作詞：カシアス島田、作曲：リョータ、編曲：内田敏夫
  - 3rdシングル「大切な人」カップリング
15. ティーダ カンカン
作詞：カシアス島田、作曲：高原兄、編曲：斎藤文護・岩室晶子

## DVD
1. スペシャルアニメ「サーターアンダギー星のすてきな仲間たち」
2. サーターアンダギー密着ドキュメント・チャレンジ東京マラソン
3. 「卒業」ミュージックビデオ
4. サーターアンダギー密着ドキュメント・羽ばたき続けた3人の軌跡